# فيليسيتي ريدي
فيليسيتي ريدي (7 يونيو 1940) هي أكاديمية ومؤلفة ومتخصصة في الأدب الإنجليزي والأسكتلندي في أواخر العصور الوسطى.

## نبذة
تلقت ريدي تعليمها في جامعة أوكلاند (بكالوريوس/ماجستير 1961/1962) في نيوزلندا وحصلت على درجة الدكتوراه في جامعة اكسفورد عام 1965 درست ريدي في جامعة أحمدو بيلو (نيجيريا)، (اسكتلندا).
انضمت ريدي إلى قسم اللغة الإنجليزية والأدب المتعلق بها في جامعة يورك عام 1988، وأصبحت أستاذة عام 1991، أصبحت رئيسة مركز التخصصات المتعددة للدراسات العصور الوسطى في منتصف التسعينات، وفي عام 2000 أصبحت نائبة رئيس الجامعة، وفي عام 2002 أصبحت نائب نائب رئيس الجامعة حتى تقاعدها 2007.
لها مؤلفات عن كتابات المرأة في العصور الوسطى، والرومانسية لآرثرية، والأدب التعبدي، والشعر الإسكتلندي القديم، أدى اهتمام ريدي بالثقافة الحضارية (والذي حفزه فريق البحوث المشتركة بين التخصصات للأسر المعيشية الحضرية التابع لمركز دراسات القرون الوسطى في يورك) بإصدار مقالات نصوص المجاملة الحضرية، والرومانسية، والقراءة التعبدية والسلطة المحلية.

## المنشورات
تتضمن كتب ومقالات فيليسيتي ريدي:
- Sir Thomas Malory (1987)
- An anthology of Longer Scottish Poems, 1375-1650 (1987) (with Priscilla Bawcutt)
- Macmillan Literary Anthologies, I, Old and Middle English Literature (London, 1989 (with M. J. Alexander).
- Regionalism in Late Medieval Manuscripts and Texts (1991) (ed.)
- John Hardyng in Search of the Grail, in Arturus Rex, ed. by W. Van Hoecke (Leuven, 1991), pp. 419–29.
- Glastonbury, Joseph of Arimathea and the Grail in John Hardyng’s Chronicle, in The Archaeology and History of Glastonbury Abbey, ed. by Lesley Abrams and James P. Carley (Woodbridge, 1991), pp. 317–31.
- Selected Poems of Henryson and Dunbar (1992) (with Priscilla Bawcutt)
- Co-editor of the annual Arthurian Literature (1993-8)(with James P. Carley)
- John Hardyng’s Chronicle and the Wars of the Roses, Arthurian Literature, 12 (1996), 91-108.
- A feminist reading of Henryson's 'Testament of Cresseid (1997, repr. 1999).
- Prestige, Authority and Power in Late Medieval Manuscripts and Texts (2000) (ed.)
- Looking closely: authority and intimacy in the late-medieval urban home in Medieval Women and Power Revisited: Challenging the Master Narrative, edited by M. Kowaleski and M. Erler (2003)
- Youth in the Middle Ages (2004) (co-edited with P.J.P. Goldberg)
- Temporary Virginity and the Everyday Body: Le Bone Florence of Rome and Bourgeois Self-Making in Pulp Fictions, edited by N. McDonald (2004)
- The moral household in The Medieval Household in Christian Europe c. 850-c. 1550, edited by C. Beattie, A. Maslovic and S. Rees Jones (2004)

## وصلات خارجية
- سير ذاتية موجزة عن أعضاء هيئة التدريس ، جامعة يورك